# Älvsborgs försvarsområde
Älvsborgs försvarsområde (Fo 34) var ett svenskt försvarsområde inom Försvarsmakten som verkade i olika former åren 1942–1997. Försvarsområdesstaben var förlagd i Borås garnison i Borås.

## Historia
Älvsborgs försvarsområde bildades den 1 oktober 1942 som Uddevalla försvarsområde och var direkt underställd militärbefälhavaren för III. militärområdet. Den 1 juli 1958 namnändrades försvarsområdet till Älvsborgs försvarsområde. I samband med OLLI-reformen, vilken genomfördes inom försvaret åren 1973–1975, uppgick staben för Älvsborgs försvarsområde i Älvsborgs regemente. Och från den 1 juli 1975 bildade försvarsområdesregementet I 15/Fo 34. Detta medförde att Älvsborgs regemente blev ett A-förband (försvarsområdesregemente). Inom Älvsborgs försvarsområde var Älvsborgs regemente ensamt förband. Inom ett försvarsområde tillfördes A-förbanden det samlade mobiliserings- och materialansvaret och B-förband svarade endast som ett utbildningsförband.
Inför försvarsbeslutet 1996, etapp 2, föreslog regeringen för riksdagen att reducera antalet försvarsområdesstaber från 24 till 16 staber. Bland annat föreslogs att Älvsborgs försvarsområde (Fo 34) skulle upplösas och avvecklas. Och i regeringens budgetproposition 1997/98:1 föreslog regeringen även att Skaraborgs försvarsområde (Fo 35) med stab i Skövde skulle upplösas och avvecklas. Det med bakgrund till att Västra Götalands län därmed skulle bilda ett försvarsområde, Västra Götalands försvarsområde, med försvarsområdesstab i Göteborg vid Västkustens marinkommando. I dess ställe för de två före detta försvarsområdesstaberna i Borås och Skövde bildades Skaraborgsgruppen och Älvsborgsgruppen. Som ett vidare beslut i försvarsbeslutet 1996 kom även Öresunds marindistrikt föreslogs även att skulle inordnas i Västkustens marinkommando. Den nya organisationen, vilken riksdagen antog vid två tillfällen, kom att gälla från den 1 januari 1998, där Västkustens marinkommando fick det lite ovanligt långa namnet "Västkustens marinkommando inklusive Öresunds marindistrikt samt Västra Götalands försvarsområde (MKV/Fo 32)".

## Förläggningar och övningsplatser
När försvarsområdet bildades förlades staben till Norra Drottninggatan 21 i Uddevalla garnison. Den 1 juli 1958 flyttades staben till Vänersborgs garnison där staben förlades till Drottninggatan 38 samt med förrådsverksamhet vid Skyttegatan 6. Från den 1 juli 1975 förlades staben till Borås garnison där den samlokaliserades med regementsstaben för Älvsborgs regemente.

## Förbandschefer
Förbandschefen titulerades försvarsområdesbefälhavare och fick i samband OLLI-reformen tjänstegraden överste 1. graden.

- 1942–1946: Överste Sixten Wockatz
- 1946–1950: Överste Bengt Reuterskiöld
- 1950–1959: Överste Hjalte Wiberg
- 1959–1967: Överste Sören Tilly
- 1967–1975: Överste Torsten Nordin
- 1975–1981: Överste 1. graden Åke Lundberg
- 1981–1986: Överste 1. graden Sven Henry Magnusson
- 1986–1989: Överste 1. graden Per Blomquist
- 1989–1992: Överste 1. graden Svante Bergh
- 1992–1998: Överste 1. graden Matts Uno Liljegren

## Namn, beteckning och förläggningsort
| Uddevalla försvarsområde | 1942-10-01 | – | 1958-06-30 |
| Älvsborgs försvarsområde | 1958-07-01 | – | 1997-12-31 |

| Fo 34 | 1942-10-01 | – | 1997-12-31 |

| Uddevalla garnison (F)   | 1942-09-15 | – | 1958-06-30 |
| Vänersborgs garnison (F) | 1958-07-01 | – | 1975-06-30 |
| Borås garnison (F)       | 1975-01-01 | – | 1997-12-31 |